# Fanega
Fanega – dawna miara objętości materiałów sypkich, używana w krajach hiszpańskojęzycznych. W obrębie Kastylii zawierała 12 celeminów (1 celemin = około 4,6 l), co odpowiadało 54,5 litrom (54,488 l). W krajach Ameryki Łacińskiej używana była jeszcze na początku XX wieku, w Meksyku składała się z 12 almude, co odpowiadało 90,815 l (objętość 1 almude znacznie różni się w zależności od tego, czy dotycy materiałów sypkich, czy cieczy, natomiast w przypadku materiałów sypkich, w zależności od regionu i czasu, w XIX wieku Doursther opublikował zestawienie szacowanych przeliczników obejmujące wartości z zakresu od 1,88 l do 6,278 l) ; w Chile 96,98 l; w Argentynie 1,327 hl; natomiast w Gwatemali 54,52 l. Nazwa była używana w odniesieniu do porcji ziarna, roślin strączkowych, nasion itd. o objętości 1 fanegi, ale także do określenia powierzchni, którą można było obsiać za pomocą jednej fanegi pszenicy (hiszp. fanega de puño lub hiszp. fanega de sembradura). Używany był również termin hiszp. fanega de tierra, który był jednostką pola powierzchni o wielkości zależnej od regionu. W Kastylii oznaczał jednostkę złożoną z 536 estadale kwadratowych (1 estadale = 12 stóp), co odpowiadało 64,596 arom.